# 中川站 (山形縣)
中川站（日语：／ Nakagawa eki */?）是位於山形縣南陽市小岩澤字前田255番，東日本旅客鐵道（JR東日本）的奧羽本線（位於愛稱為山形線區間內）車站。

## 歷史
- 1903年（明治36年）11月3日：此站啟用。
- 1909年（明治42年）10月12日 - 制定路線名稱，此站成為奧羽本線車站。
- 1975年（昭和50年）2月3日：成為無人車站。
- 1987年（昭和62年）4月1日：伴隨國鐵分割民營化，車站由東日本旅客鐵道（JR東日本）營運。

## 車站構造

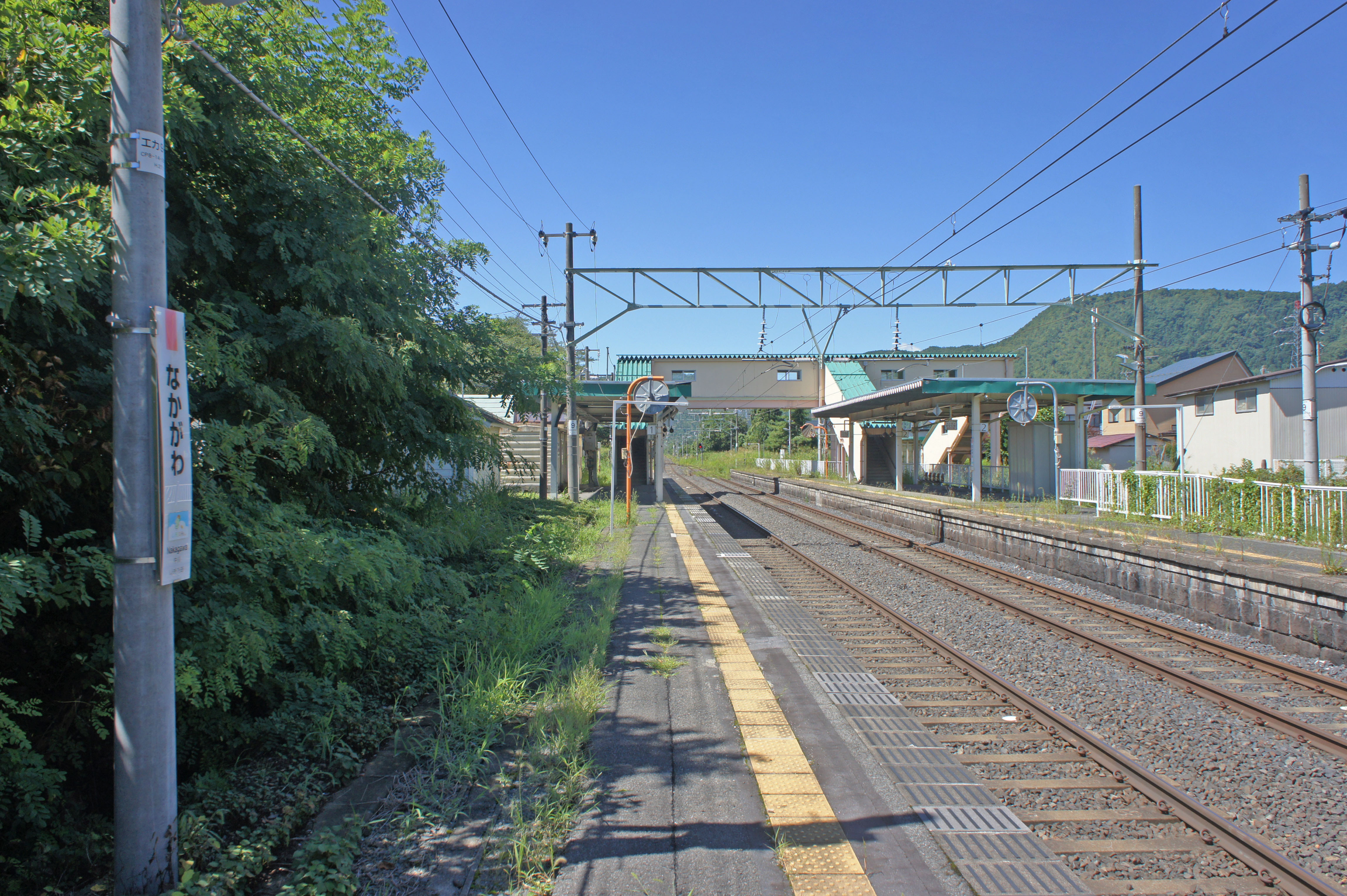
月台（2022年8月）

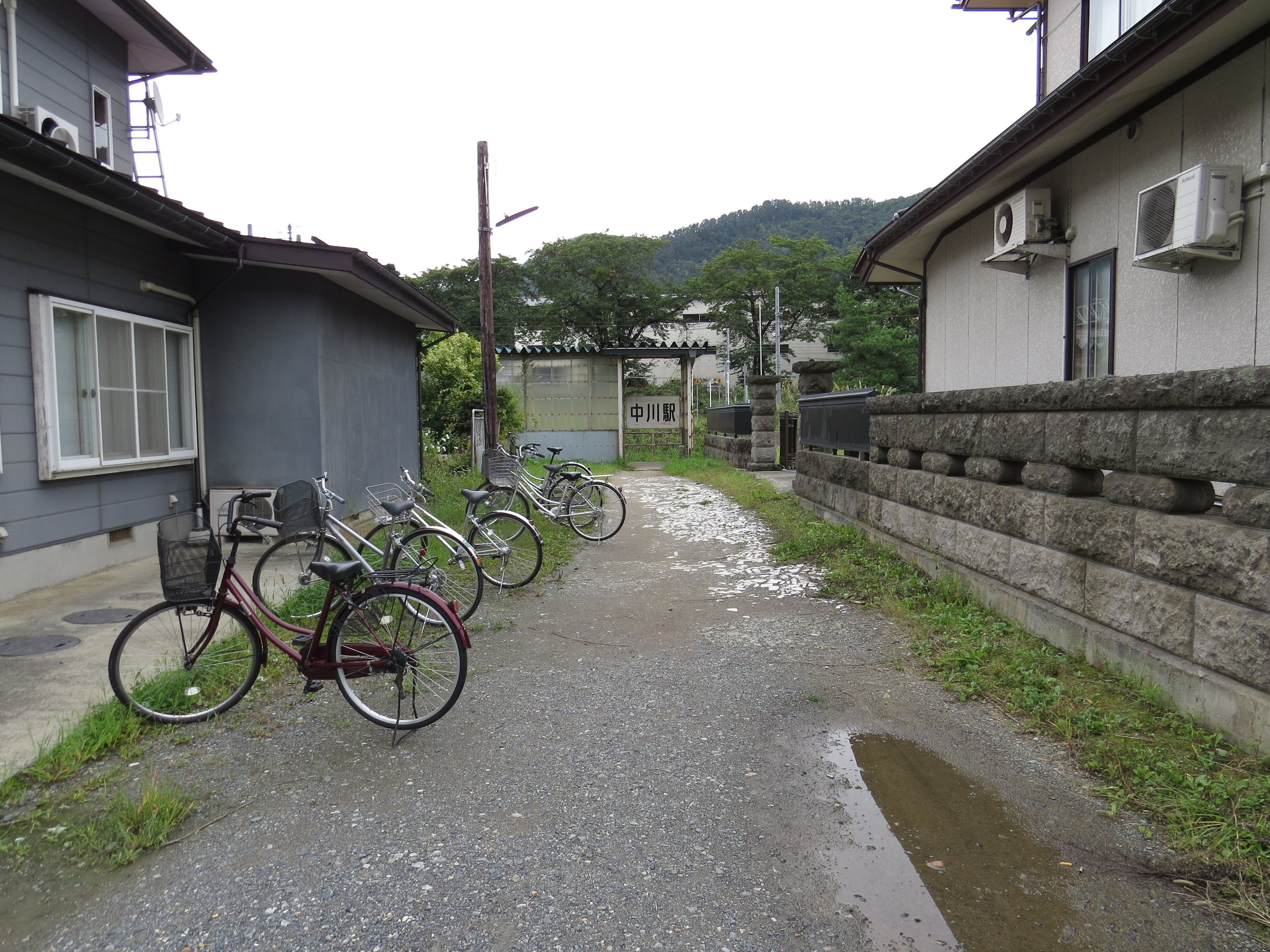
西出口

車站是一座地面車站，設有2面2線的相對式月台。各月台上設有跨線橋和行人道通連接。
此站是由米澤站管理的無人車站。

### 月台
| 月台 | 路線    | 上下行 | 方向           |
| ---- | ------- | ------ | -------------- |
| 1、2 | ■山形線 | 上行   | 福島方向       |
| 1、2 | ■山形線 | 下行   | 山形、新庄方向 |

1號月台為主本線，為一線通過結構，上下行線列車主要使用1號月台。

## 使用狀況
根據「山形縣」的資料，在2004年度1日平均乘車人次為122人。
| 乘車人次變化 | 乘車人次變化 |
| 年度         | 1日平均人次  |
| ------------ | ------------ |
| 2000         | 133          |
| 2001         | 131          |
| 2002         | 131          |
| 2003         | 124          |
| 2004         | 122          |

## 車站周邊
- 川電（日语：かわでん）（前：川﨑電氣）總部 - 車站正面
- 南陽市政廳中川出張所
- 小岩澤簡易郵局
- 南陽市立中川小學
- 國道13號

## 相鄰車站
東日本旅客鐵道（JR東日本）
■山形線（奧羽本線）
赤湯－（北赤湯信號站）－中川－羽前中山

## 注腳
1. 1 2  . 東日本旅客鉄道.   [2019-08-17]. （原始内容存档于2019-08-17） （日语）.
2. ↑  『山形県の鉄道輸送』平成26年度版 - 山形県 （页面存档备份，存于）（日語）

## 外部連結
- 車站資訊（中川）：東日本旅客鐵道（日語）